# Сара Дутерте
Сара Циммерман Дутерте-Карпіо (тагал. Sara Duterte; нар. 31 травня 1978, Давао), широко відома як Індей Сара (англ. Inday Sara) — філіппінська юристка і політикиня, 15-й і чинна віце-президентка Філіппін. Вона є третьою віце-президенткою, третім віце-президентом з Мінданао та наймолодшим віце-президентом в історії Філіппін. Дутерте також є міністром освіти, займаючи цю посаду за сумісництвом. Дочка 16-го президента Родріго Дутерте, вона раніше була мером міста Давао з 2016 по 2022 рік і з 2010 по 2013 рік. Вона також була віце-мером міста Давао з 2007 по 2010 рік.
Дутерте закінчила коледж Сан-Педро, спочатку маючи на меті продовжити медичну кар'єру, перш ніж отримати ступінь юриста спочатку в коледжі Сан-Беда, але закінчив коледж Сан-Себастьяна — Реколетос. Вона була обрана віце-мером міста Давао в 2007 році, перш ніж, зрештою, була обрана мером міста з 2010 по 2013 рік, змінивши свого батька і ставши наймолодшою та першою жінкою-мером міста. Після завершення її першого терміну вона взяла невелику перерву, повернувшись у політику в 2016 році після того, як знову була обрана мером міста Давао і була переобрана в 2019 році. Під час свого другого перебування на посаді мера вона ініціювала програми Byaheng DO30 і Peace 911 у місті, а також нагляд за реакцією міської влади на пандемію COVID-19. Дутерте також була впливовою фігурою в національній політиці під час президентства свого батька, утворивши альянси з кількома політичними партіями та зігравши ключову роль у усуненні Панталеона Альвареса з посади спікера Палати представників у 2018 році.
Дутерте балотувався на посаду віце-президента в 2022 році під керівництвом Лакаса-CMD, ставши напарником Бонгбонга Маркоса від Федеральної партії Піліппін під альянсом UniTeam. Їхній квиток здобув переконливу перемогу, ставши першою парою напарників, яка виграла разом з 2004 року, і першою, обраною більшістю голосів з моменту створення П'ятої республіки в 1986 році. Дутерте стала віце-президенткою 30 червня 2022 року, а був урочисто відкритий 11 днями раніше в місті Давао.

## Молодість і освіта
Сара Циммерман Дутерте народилася в місті Давао 31 травня 1978 року, була другою дитиною в родині тодішнього юриста, пізніше президента Родріго Дутерте, і стюардеси Елізабет Циммерман. Її дідусь по материнській лінії був євреєм, який утік на Філіппіни з нацистської Німеччини.
Вона говорила про свої «стосунки любові-ненависті» зі своїм батьком, коли була студенткою, через її несхвалення його схильностей до бабництва та звичок до пізньої ночі. Незважаючи на це, Родріго вважав Сару своєю улюбленою дитиною і високо цінував освіту, отриману нею та її братами.
Дутерте навчалася в коледжі Сан-Педро за спеціальністю респіраторна терапія та закінчив його в 1999 році. У своїй інавгураційній промові на посаді мера міста Давао Дутерте сказала, що спочатку хотіла бути педіатром, а не політиком. Пізніше вона отримала диплом юриста в коледжі Сан-Беда, але перевелася в коледж Сан-Себастьяна — Реколетос, який закінчила в травні 2005 року. У 2005 році Дутерте склав філіппінський адвокатський іспит. Потім вона кілька місяців працювала судовим адвокатом в офісі помічника судді Верховного суду Ромео Каллехо старшого.

## Віце-мер міста Давао
До обрання мером міста Давао Дутерте працювала віце-мером міста Давао. Вона була обрана в 2007 році, змінивши Луїса Бонгуяна. Вона служила під керівництвом свого батька, тодішнього мера Родріго Дутерте, протягом одного терміну до 2010 року. Вона також одночасно служила регіональним офіцером Національного руху молодих законодавців з 2007 по 2010 рік.
Будучи віце-мером, її знаковим проектом був «Inday Para sa Barangay», загальнодержавний підхід, що щорічно обслуговує кожен із міських барангаїв. Пізніше його назвали «Караваном державних послуг», коли вона передала його канцелярії міського голови.

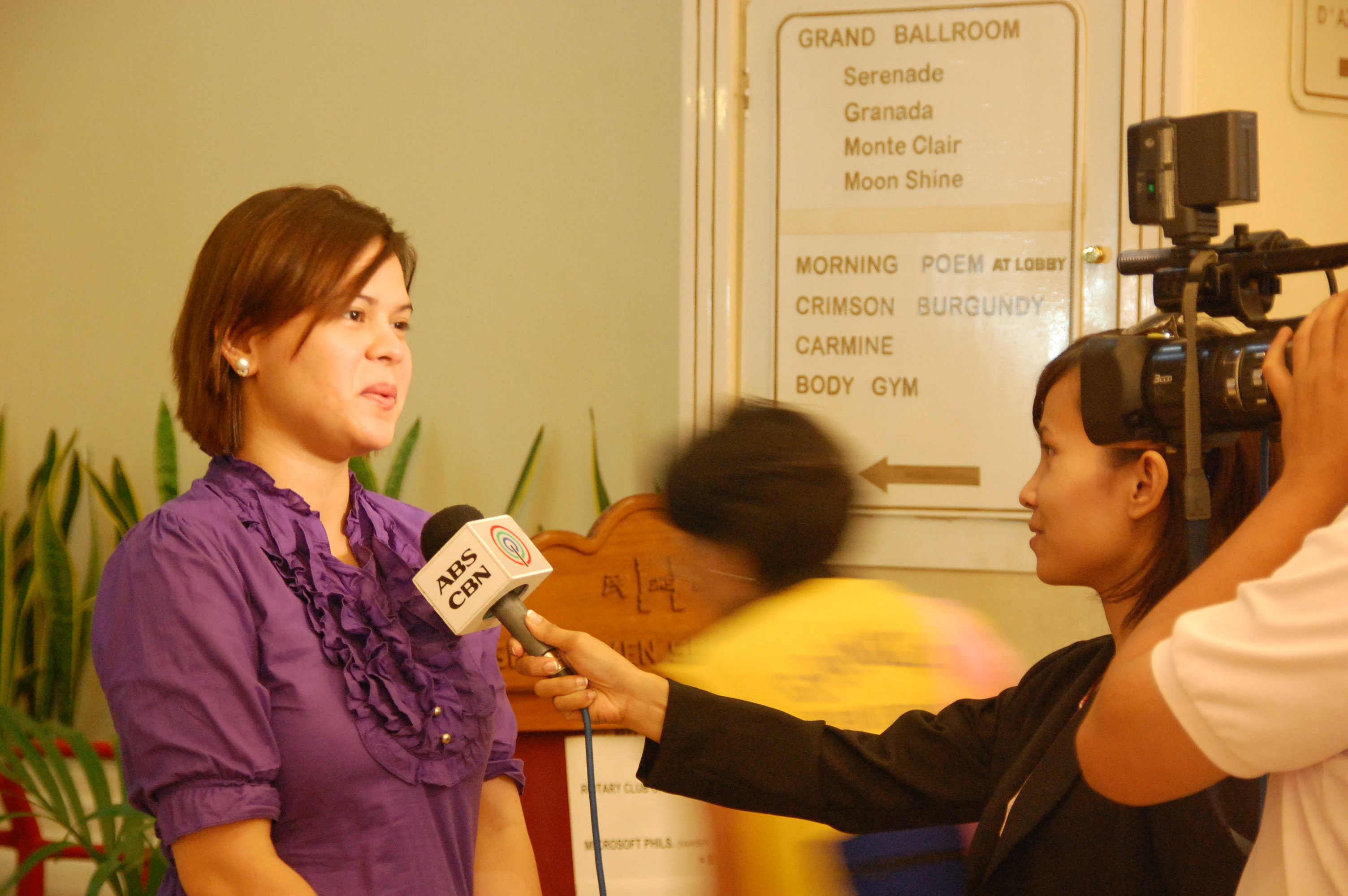
Інтерв'ю з Дутерте 12 березня 2009 року, коли вона була віце-мером

## Мер міста Давао
У 2010 році Дутерте була обрана мером, ставши першою жінкою-мером міста, а також наймолодшою з обраних у 32 роки. На виборах 2010 року вона перемогла спікера Палати представників Просперо Ногралеса, політичного суперника свого батька, набравши 200 000 голосів. Раніше Ногралес подав протест до Комісії з виборів у Манілі, поставивши під сумнів результати, заявивши, що мала місце змова місцевих чиновників. Поклявшись бути «корисною і завжди служити країні», вона зайняла посаду, яку її батько Родріго обіймав понад 20 років. Під час свого першого терміну вона також обіймала посаду керівника Національної виконавчої ради Ліги міст Філіппін з 2010 по 2013 рік.
2 грудня 2010 року президент Беніньо Акіно III призначив її головою Ради регіонального розвитку (RDC) регіону XI. Вона була першою жінкою, яка зайняла посаду голови, і першою, яка була призначена з урядового сектору після реорганізації ради в 1986 році. Як голова, вона спостерігала зростання валового регіонального внутрішнього продукту регіону Давао з 3,9 відсотка в 2011 році до 7,1 відсотка в 2012 році.
1 липня 2011 року Дутерте привернула національну увагу, коли вона вдарила Абе Андреса, шерифа регіонального суду першої інстанції міста Давао, за знесення халуп у Барангаї Капітан Томас Монтеверде старший, Агдао, місто Давао. Раніше вона просила суд і команду з зносу відкласти знесення, але Андрес відмовився, що розлютило її. 11 липня Конфедерація шерифів Філіппін подала скаргу на Дутерте у зв'язку з інцидентом [21]. 28 червня 2012 року, майже через рік після інциденту, вона публічно попросила вибачення у Андреса та його родини.
Дутерте вирішила не балотуватися на переобрання в 2013 році, щоб поступитися місцем своєму батькові Родріго. Вона також відхилила пропозицію свого батька балотуватися в депутати від 1-го округу міста Давао.
Дутерте знову балотувалася на посаду мера міста Давао на виборах 2016 року і виграла цю посаду, змінивши свого батька вдруге. Її старший брат Паоло, а пізніше Бернард Аль-аг став віце-мером. Вона балотувалася на переобрання на виборах 2019 року і досягла успіху.
Після того як її батько переміг на президентських виборах 2016 року, 23 жовтня 2017 року Дутерте заснував рух «Tapang at Malasakit» (дослівно «Мужність і співчуття»), що складається з прихильників і союзників Дутерте.
23 лютого 2018 року вона заснувала нову регіональну партію під назвою Hugpong ng Pagbabago (HNP). Пізніше партія була затверджена 4 липня 2018 року напередодні загальних виборів 2019 року. На виборах перемогли дев'ять із 13 кандидатів у сенатори.
Після створення HNP почалася ворожнеча між Дутерте та одним із союзників її батька, тодішнім спікером Палати представників Панталеоном Альваресом, посилаючись на її створення як на приклад укріплення політичних династій у країні. У відповідь Дутерте публічно критикувала Альвареса і стверджувала, що він дзвонив мерам регіону Давао, щоб назвати її частиною опозиції та похвалитися можливістю оголосити імпічмент її батькові, що Альварес все заперечував. Дутерте також зауважила, що «Філіппіни стануть кращою країною, якщо він не буде спікером». Через кілька місяців Альвареса було знято з посади спікера Палати представників на 17-му Конгресі, а колишній президент і представник 2-го округу Пампанга Глорія Макапагал Арройо зайняла його. місце. За словами її батька, вона стояла за усуненням Альвареса з посади спікера.

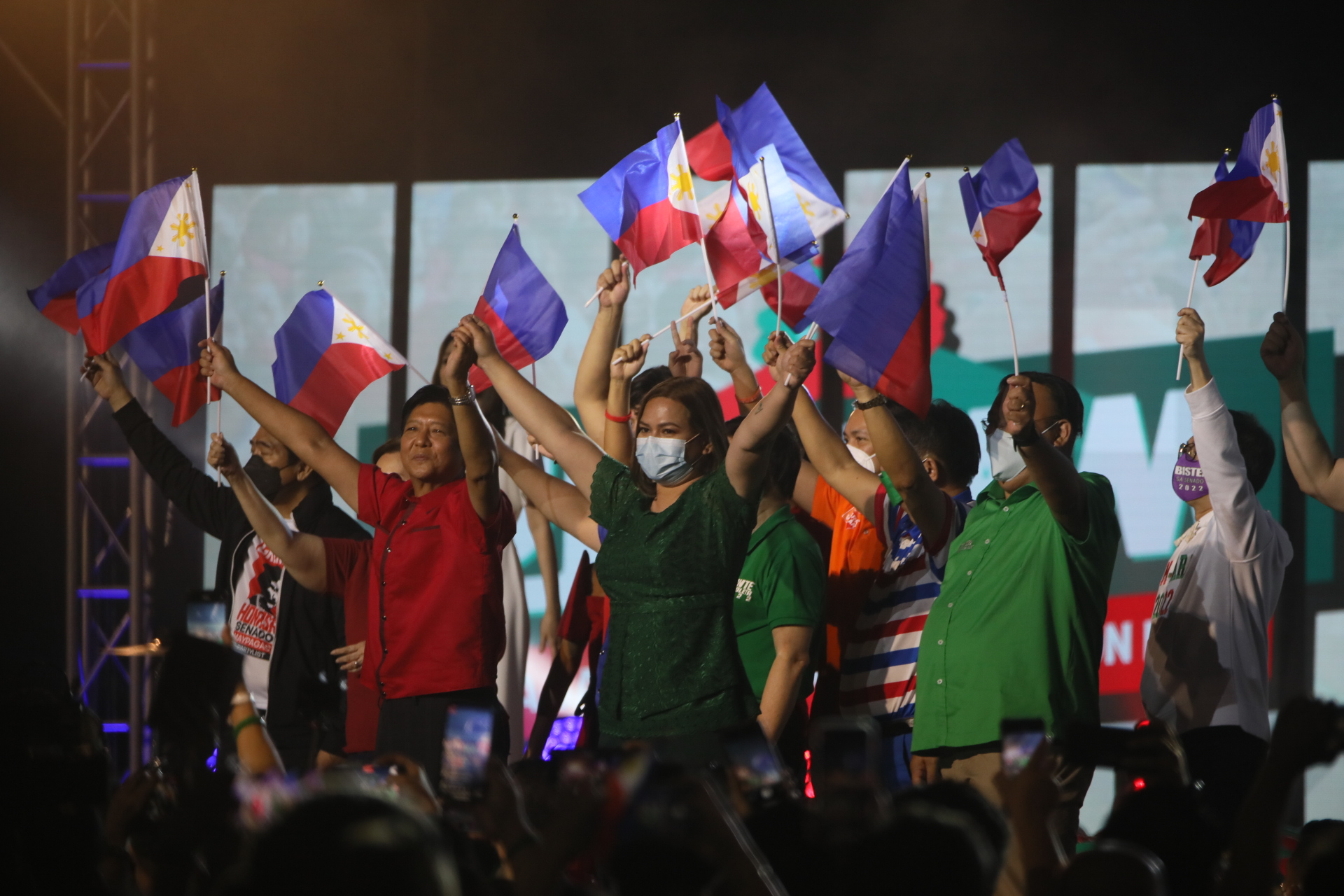
Передвиборча агітація Бонгбонг Маркоса та Сари Дутерте

## Віце-президент (2022–дотепер)
Дутерте вважалася багатьма політичними коментаторами наступником свого батька після того, як вона була впливовим агентом на проміжних виборах 2019 року. 9 липня 2021 року Дутерте заявила, що готова балотуватися на пост президента. 9 вересня вона сказала, що не балотуватиметься, оскільки її батько, чинний президент, балотуватиметься на пост віце-президента, і вони погодилися, що лише один має балотуватися на національну посаду. Однак він не подав свою кандидатуру на посаду віце-президента до 2 жовтня, але вона не подала кандидатуру на жодну національну посаду, балотуючись замість цього на переобрання мером міста Давао. Пізніше вона зняла свою кандидатуру на переобрання на посаду мера Давао 9 листопада. Її брат Себастьян, чинний віце-мер міста Давао, балотувався замість неї. 11 листопада вона звільнилася з Hugpong ng Pagbabago та приєдналася до Lakas–CMD у Силанг, Кавіте. Там вона спонсорувала весілля Джанни Ревілли, доньки голови партії та сенатора Бонга Ревілли, з Джедом Патрісіо. Через шість днів вона стала головою Lakas–CMD, змінивши на цій посаді Ревілью. 19 листопада вона знову приєдналася до Hugpong ng Pagbabago як її голова.
13 листопада вона подала свою кандидатуру на посаду віце-президента Філіппін під керівництвом Лакаса-CMD на виборах віце-президента Філіппін у 2022 році. Вона сказала, що це зроблено для того, щоб піти назустріч своїм прихильникам, які раніше просили її балотуватися в президенти. Потім вона була прийнята і підтримана Федеральною партією Піліппін як кандидатом у віце-президенти, що зробило її напарником її кандидата в президенти, колишнього сенатора Бонгбонга Маркоса, а також Народної партії реформ.
11 травня 2022 року Маркос оголосив, що Дутерте погодилася приєднатися до його кабінету на посаді міністра освіти, хоча раніше вона висловила зацікавленість стати міністром національної оборони. За словами Дутерте, вона вирішила замість цього стати міністром освіти, щоб уникнути «інтриг» щодо її лояльності до адміністрації. Вона офіційно розпочала свій термін лише 30 червня відповідно до Конституції. На її прохання складенням присяги, яке було першим на Мінданао для віце-президента, керував помічник судді Рамон Пол Ернандо, її колишній професор юридичного коледжу Сан-Беда.

## Політика
У свій перший день на посаді віце-президента Дутерте створила супутникові офіси для Офісу віце-президента в містах Себу, Дагупан, Давао, Таклобан, Тандаг і Замбоанга. Місцезнаходження Офісу віце-президента буде перенесено з Будинку прийомів міста Кесон-Сіті до Cybergate Plaza в Мандалуйонг, що ближче до штаб-квартири Департаменту освіти в Пасігу, де вона також обіймає посаду його секретаря. Дутерте планує створити постійний офіс для цієї посади.

## Галерея

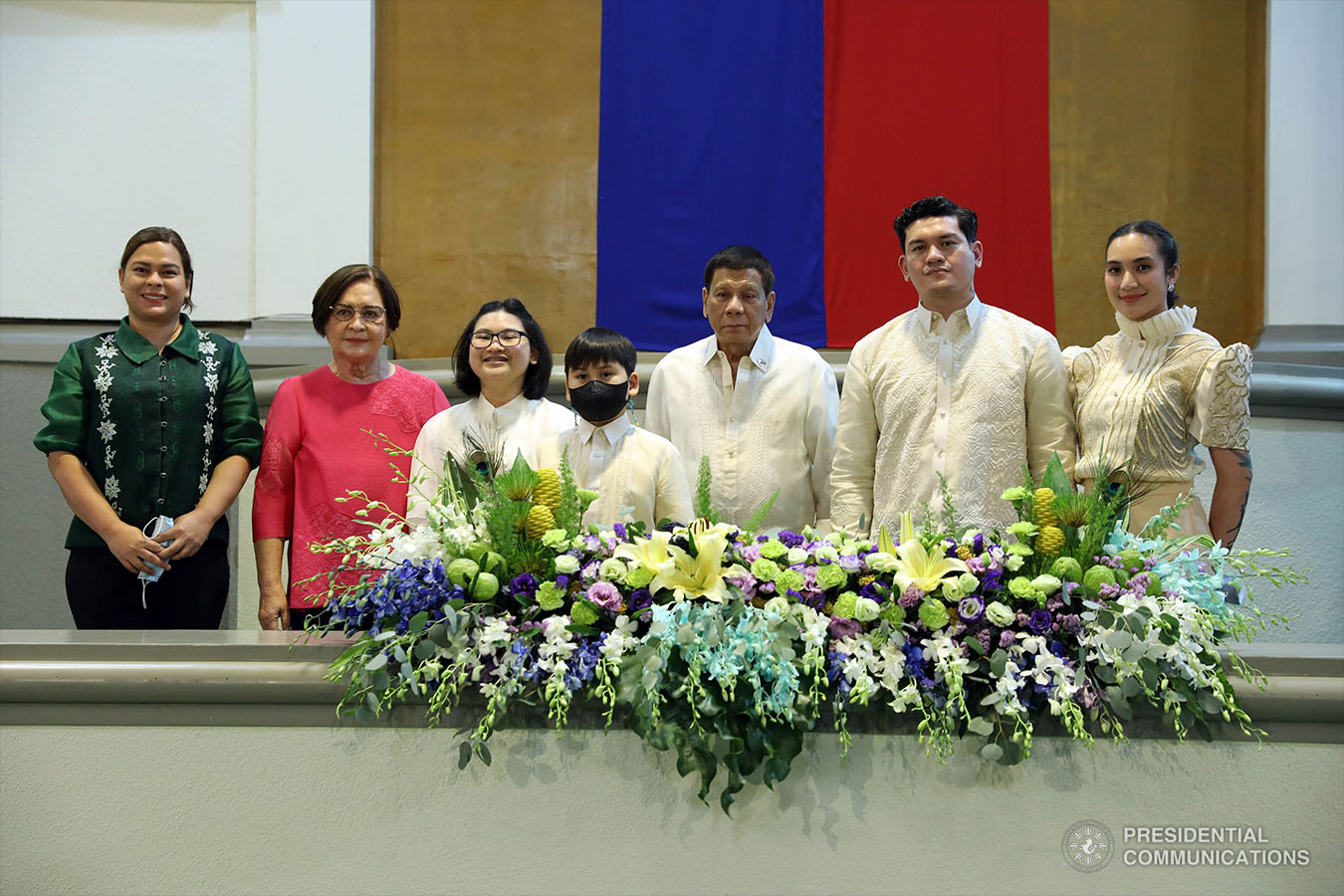
Сара Дутерте зі своєю родиною під час церемонії складання присяги новообраними посадовими особами місцевого самоврядування міста Давао та членами Палати представників у будівлі Sangguniang Panglungsod у місті Давао 27 червня 2022 року
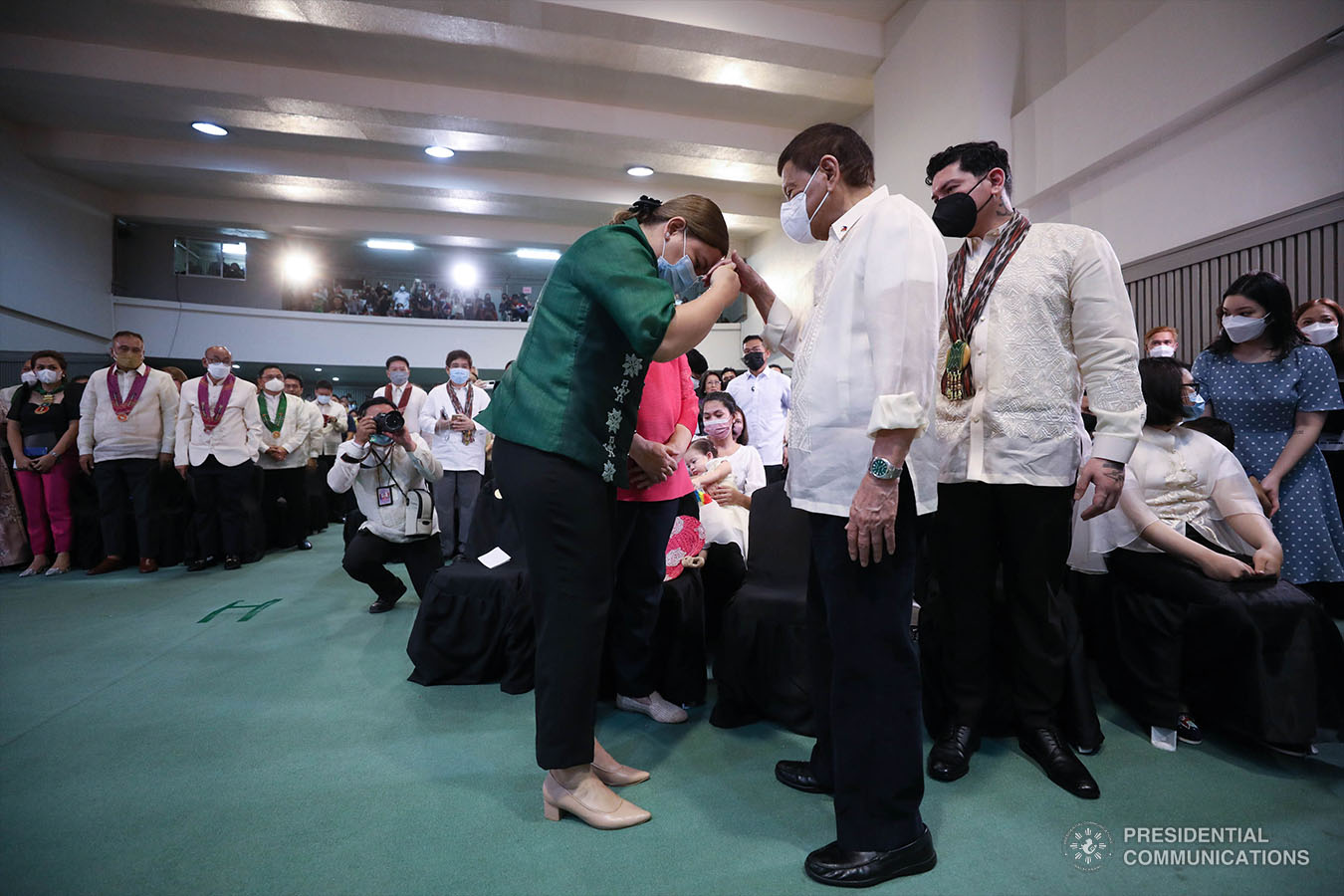
Родріго Роа Дутерте простягає руку доньці обраного віце-президента Сарі Циммерман-Дутерте
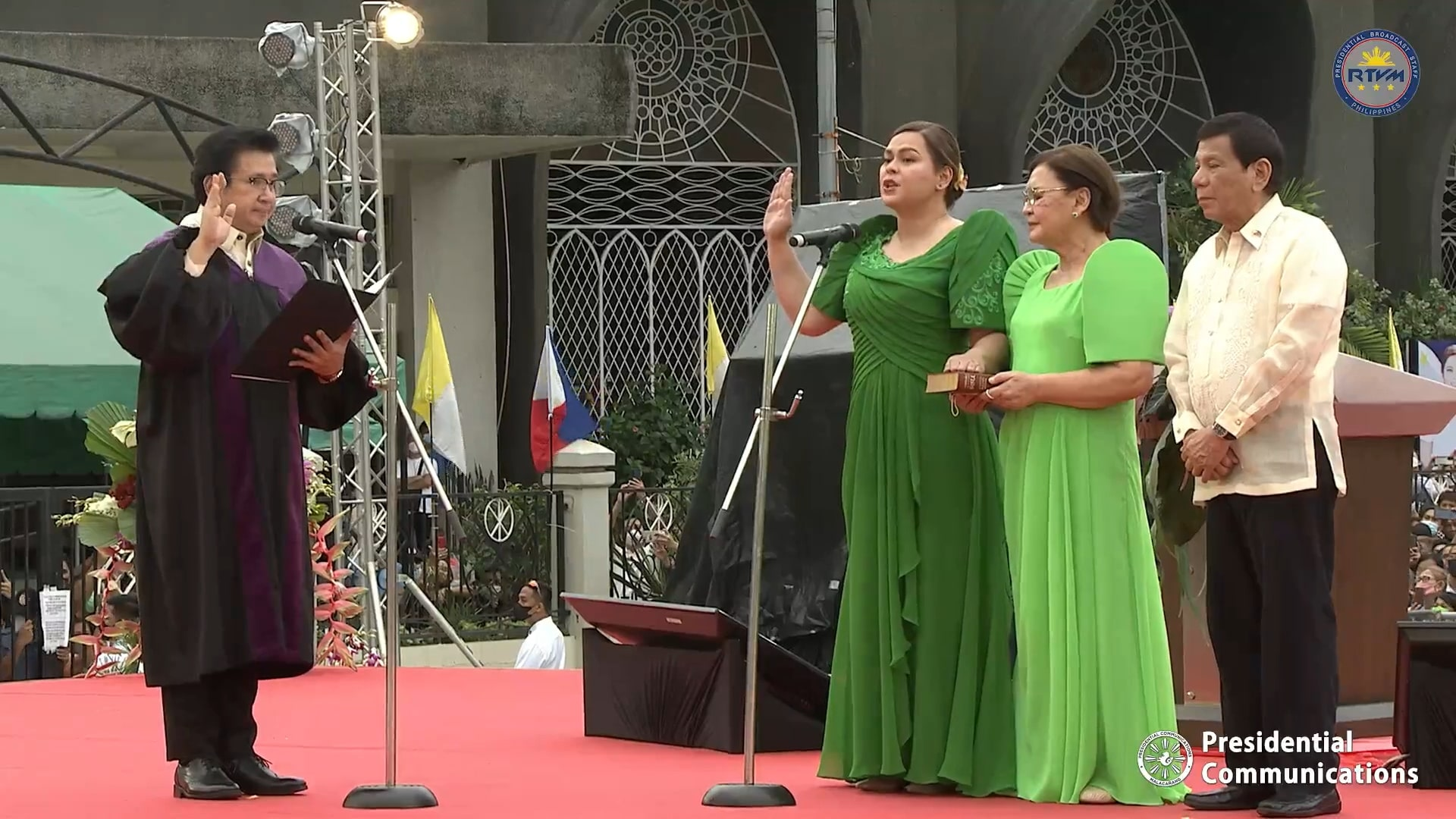
Складання присяги Сари Дутерте 19 червня 2022 року на площі Сан-Педро, місто Давао
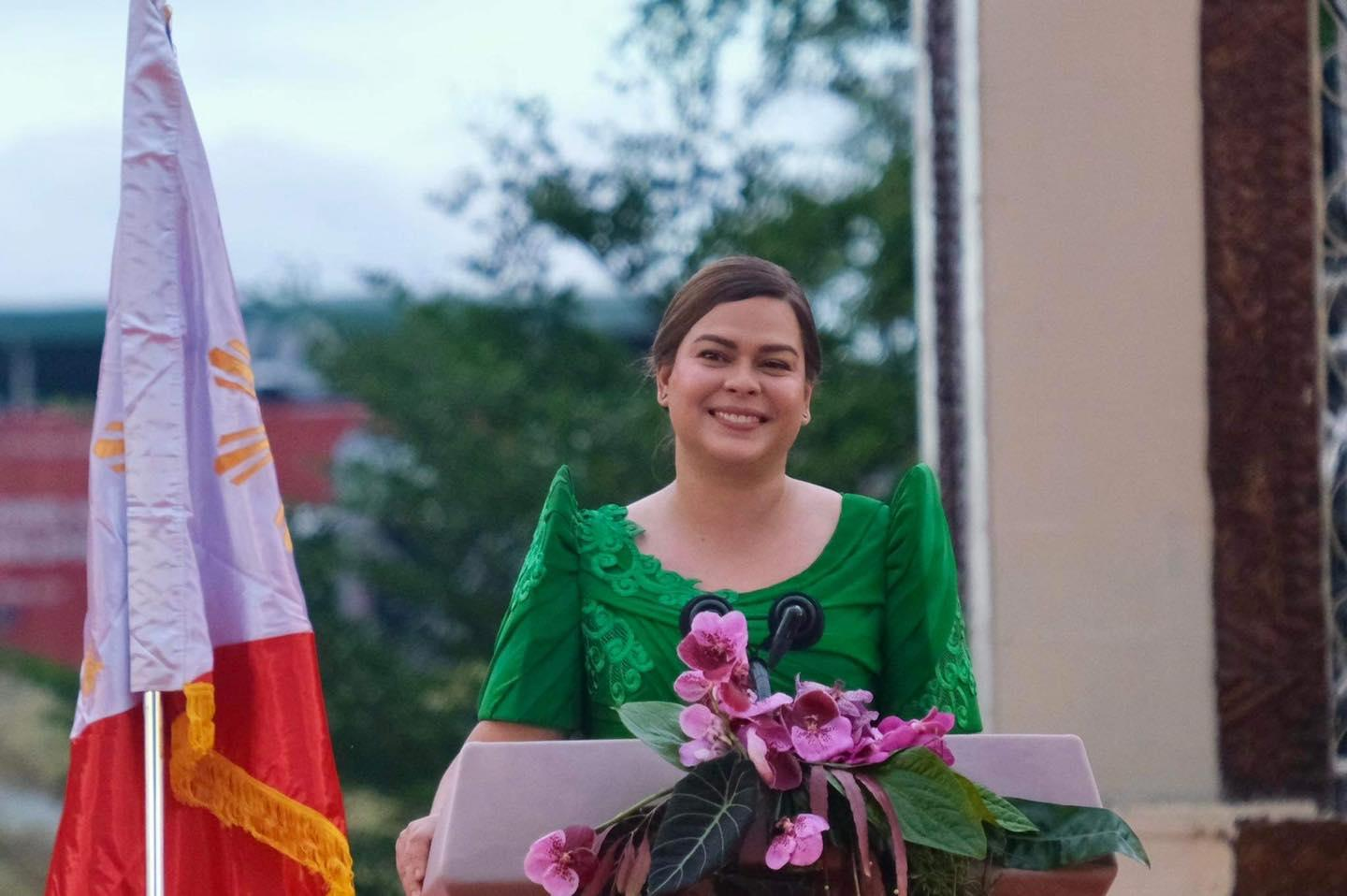